# Paradarisa variegata
Paradarisa variegata là một loài bướm đêm trong họ Geometridae.